# Lars Kober
Pour les articles homonymes, voir Kober.
Lars Kober, né le 19 octobre 1976 à Berlin, est un céiste allemand pratiquant la course en ligne.

## Palmarès

### Jeux olympiques de canoë-kayak course en ligne
- 2000 à Sydney,  Australie
  -  Médaille de bronze en C-2 1000m [1]